# Grosser Preis des Kantons Aargau 2003
Il Grosser Preis des Kantons Aargau 2003, quarantesima edizione della corsa, si svolse il 15 giugno su un percorso di 196 km, con partenza e arrivo a Gippingen. Fu vinto dallo svizzero Martin Elmiger della Phonak Hearing Systems davanti all'italiano Paolo Bettini e al russo Sergej Ivanov.

## Ordine d'arrivo (Top 10)
| Pos. | Corridore        | Squadra                | Tempo    |
| ---- | ---------------- | ---------------------- | -------- |
| 1    | Martin Elmiger   | Phonak Hearing Systems | 5h00'18" |
| 2    | Paolo Bettini    | Quick Step             | s.t.     |
| 3    | Sergej Ivanov    | Fassa Bortolo          | s.t.     |
| 4    | Michael Skelde   | Team Fakta             | s.t.     |
| 5    | Steffen Wesemann | Team Telekom           | s.t.     |
| 6    | Jan Ullrich      | Team Bianchi           | s.t.     |
| 7    | Sergej Jakovlev  | Team Telekom           | s.t.     |
| 8    | Paolo Valoti     | Domina Vacanze-Elitron | a 22"    |
| 9    | Gianni Faresin   | Gerolsteiner           | a 23"    |
| 10   | Marco Serpellini | Lampre                 | a 33"    |